# Konrad von Thierberg l'Ancien
Konrad von Thierberg l’Ancien était un chevalier de l’ordre teutonique et maître de Prusse.

## Biographie
Konrad est issu d’une famille installée en Souabe, de la ville de Thierberg, qui emprunte son nom au château d’Altentierberg. Il est le grand frère de Konrad le Jeune, aussi membre de l'ordre. 
Konrad l’Ancien arrive en Prusse en 1265. À partir de 1267, il commence à occuper des postes importants dans l’ordre. En 1270, il devient commandeur de Chełmno et vice-maître de Prusse. Plus tard, de 1273 à 1279, il est maître de Prusse. 
Il participe après son mandat à la croisade lituanienne. Il traverse le Niémen avec son armée. Il a ouvert la voie à la répression du grand soulèvement prussien, a conquis les deux territoires lituaniens du Nadrauer et du Schalauer et a enfin commencé la lutte contre le peuple balte des Sudoviens. Son époque est donc essentiellement marquée par les luttes de la conquête des terres par les Allemands.
Deux dates de la mort de Konrad von Thierberg sont supposées. La première eut lieu en 1279, et sa mort a eu lieu lors de son voyage au Chapitre général à Marbourg au printemps. Cette théorie est confirmée par le récit des chroniques de Pierre de Duisbourg sur son règne de six ans. La seconde, plus probable, est l’année 1276. Après cette date, Konrad n’apparaît dans aucune source.